# Raimund-Roger Trencavel

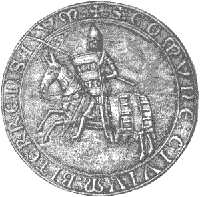
Raimund-Roger Trencavel

Raimund-Roger Trencavel (französisch: Raimond-Roger, okzitanisch: Raimon Rogièr, * 1185; † 10. November 1209) war ein Mitglied der Familie Trencavel und  Vizegraf von Carcassonne.

## Leben
Raimund-Roger Trencavel war der Sohn des Vizegrafen Roger II. Trencavel und der Adélaïde de Toulouse, einer Schwester des Grafen Raimund VI. von Toulouse. Im Alter von fünf Jahren wurde er Halbwaise, zu seinem Vormund wurde Bertrand von Saissac bestellt, der ein Gegner der römischen Kirche und Anhänger der Katharer war.
Im Jahr 1199 wurde Trencavel mit vierzehn Jahren für mündig erklärt und konnte damit die Verwaltung seiner Ländereien übernehmen. Er war Vizegraf von Carcassonne und Razès (Lehen der Krone Aragóns) sowie von Albi, Ambialet und Béziers (Lehen des Hauses Toulouse). Er war damit einer der mächtigsten Adligen im Südwesten Frankreichs, seine Residenz war das Château Comtal in Carcassonne. Im Jahr 1201 heiratete er auf Vermittlung des Königs Peter II. von Aragón die Adlige Agnès de Montpellier, eine Tochter des Herren Wilhelm VIII. von Montpellier (Haus Montpellier), mit der er den Sohn Raimund II. Trencavel hatte. Durch die Ehe seiner Schwägerin Marie de Montpellier mit dem aragonesischen König zwei Jahre später näherte sich Trencavel diesem sowohl politisch als auch dynastisch an.

### Albigenserkreuzzug

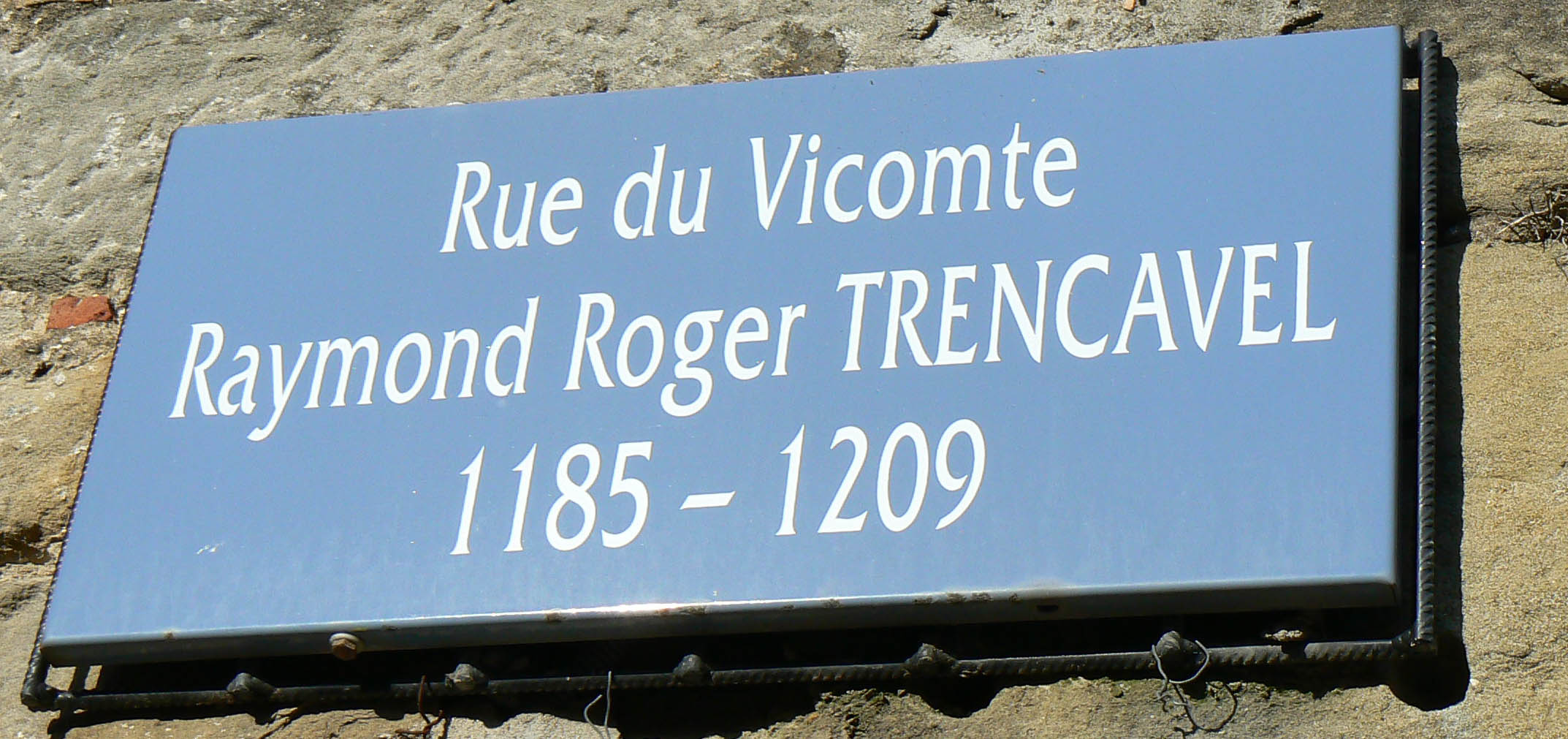
Nach dem Vizegrafen ist in Carcassonne eine Straße benannt.

Trencavel tolerierte wie nahezu alle Fürsten des Languedoc die christliche Sekte der Katharer und andere Religionen in seinem Herrschaftsbereich. Die römisch-katholische Kirche hatte diese Sekte als häretisch eingestuft und versuchte deren Einfluss zurückzudrängen. Trencavel wie auch sein Onkel, Graf Raimund VI. von Toulouse, verweigerten dem päpstlichen Legaten Pierre de Castelnau ihre Unterstützung zur Bekämpfung der Katharer, wofür sie exkommuniziert wurden. Die Ermordung des Legaten im Jahre 1208 nahm Papst Innozenz III. zum Anlass, den Kreuzzug gegen die Albigenser (anderer Begriff für Katharer) auszurufen.
1209 sammelten sich rund 10.000 Kreuzfahrer in Lyon und zogen im März in den Süden. Trotz der gemeinsamen Bedrohung weigerte sich Trencavel ein Bündnis mit seinem Onkel einzugehen, wohl aufgrund der generationenlangen Rivalität zwischen Trencavel und Toulouse. Der Graf von Toulouse unterwarf sich deshalb noch rechtzeitig im Juni 1209 der Kirche und schloss sich dem Kreuzzug an, um diesen somit von den eigenen Ländereien fernzuhalten. Trencavel war nicht zu diesem Schritt bereit, weshalb sein Land zum Hauptziel der Kreuzfahrer wurde. Da König Peter II. von Aragón zur selben Zeit durch den Kampf gegen die Mauren gebunden war, besaß Trencavel keinen nennenswerten Verbündeten. Die Kreuzritter zogen zunächst gegen Montpellier und dann in Richtung Béziers. Nachdem ein Versuch Trencavels scheiterte, eine Übereinkunft mit den Kreuzrittern zu erreichen, verließ er die Stadt, um sich in das besser befestigte Carcassonne zurückzuziehen. Im Juli 1209 wurde Béziers von den Kreuzfahrern erobert, welche die Bevölkerung der Stadt massakrierten.
Das gut befestigte, aber wegen Flüchtlingen übervölkerte Carcassonne konnte sich dagegen länger halten, litt jedoch an Wassermangel. Trencavel versuchte durch Verhandlungen mit den Kreuzrittern für die Stadt ein ähnliches Schicksal wie das von Béziers zu verhindern, was aber trotz einer Vermittlung des Königs von Aragón scheiterte. Als er sich erneut zu Unterredungen in das Lager der Kreuzritter begab, wurde er trotz eines zugesagten freien Geleits von ihnen gefangen genommen. Daraufhin ergaben sich die Verteidiger von Carcassonne am 15. August 1209 und ließen die Kreuzfahrer einziehen. Die Einwohner mussten die Stadt verlassen. Trencavel wurde in einem der Türme der Stadtbefestigungen eingekerkert, wo er kurze Zeit später vermutlich an der Ruhr starb. Trencavels Witwe Agnes musste zu Gunsten des neu ernannten Kreuzfahrerführers, Simon de Montfort, auf alle Besitzungen verzichten und mit ihrem Sohn in das aragonesische Exil gehen.
Der aus der Dauphiné stammende Trobador Guillem Augier Novella (Mitte 13. Jahrhundert) beklagte in einer siebenstrophigen Sirventes den Tod des Trencavel. Er klagte dabei die Kreuzritter als falsche Nachkommen des Pilatus an und verglich damit indirekt Trencavels Tod mit dem Martyrium von Jesus Christus.

## Rezeption
Der deutsche Esoteriker Otto Rahn († 1939) erkannte in Raimund-Roger Trencavel das historische Vorbild des Gralsritters „Parzival“ des Wolfram von Eschenbach, wie überhaupt das ganze epische Werk Motive aus der Geschichte des Albigenserkreuzzuges aufgegriffen habe. So sei der (vermutlich legendäre) Dichter Kyot de Provence, auf dessen Werk sich Eschenbach berief, identisch mit dem nordfranzösischen Trouvère Guiot de Provins, der am Hof von Carcassonne den Vizegrafen als „Perceval“ und dessen Mutter als „Herzeloyde“ besungen haben soll. Als weiteres Indiz gelte Eschenbachs Definition des Namens Parzival als „Schneid mitten durch“ (von altfranzösisch Percer val), welches in das Altprovenzalische übersetzt Trencar vel lautet.
Rahns Theorien fanden als Inspirationsquelle Eingang in die Populärliteratur, wie zum Beispiel in die Grals-Pentalogie (1991–2005) von Peter Berling.